# Monte San Vicino
El Monte San Vicino es una montaña en los Apeninos umbros (Apeninos centrales), situado a lo largo del límite entre las provincias de Ancona y la de Macerata, región de las Marcas, Italia central. 
Esta mantaña tiene una particularidad. Vista desde el sur tiene la forma de una giba de camello, mientras que desde el norte tiene forma piramidal, y desde el este o el oeste parece un volcán extinto, lo que no es. Debe destacarse el hecho de que algunas fotos tomadas en condiciones de particular visibilidad de las costas de Croacia, el monte San Vicino es fácilmente reconocible. Sobre la cima del monte hay una gran cruz de hierro. 